# Oxyopes stephanurus
Oxyopes stephanurus är en spindelart som beskrevs av Cândido Firmino de Mello-Leitão 1929. 
Oxyopes stephanurus ingår i släktet Oxyopes och familjen lospindlar. Inga underarter finns listade i Catalogue of Life.